# Aloestrela suzannae
Aloe suzannae är en grästrädsväxtart som beskrevs av Decary. Aloe suzannae ingår i släktet Aloe och familjen grästrädsväxter. IUCN kategoriserar arten globalt som akut hotad. Inga underarter finns listade i Catalogue of Life.

## Bildgalleri

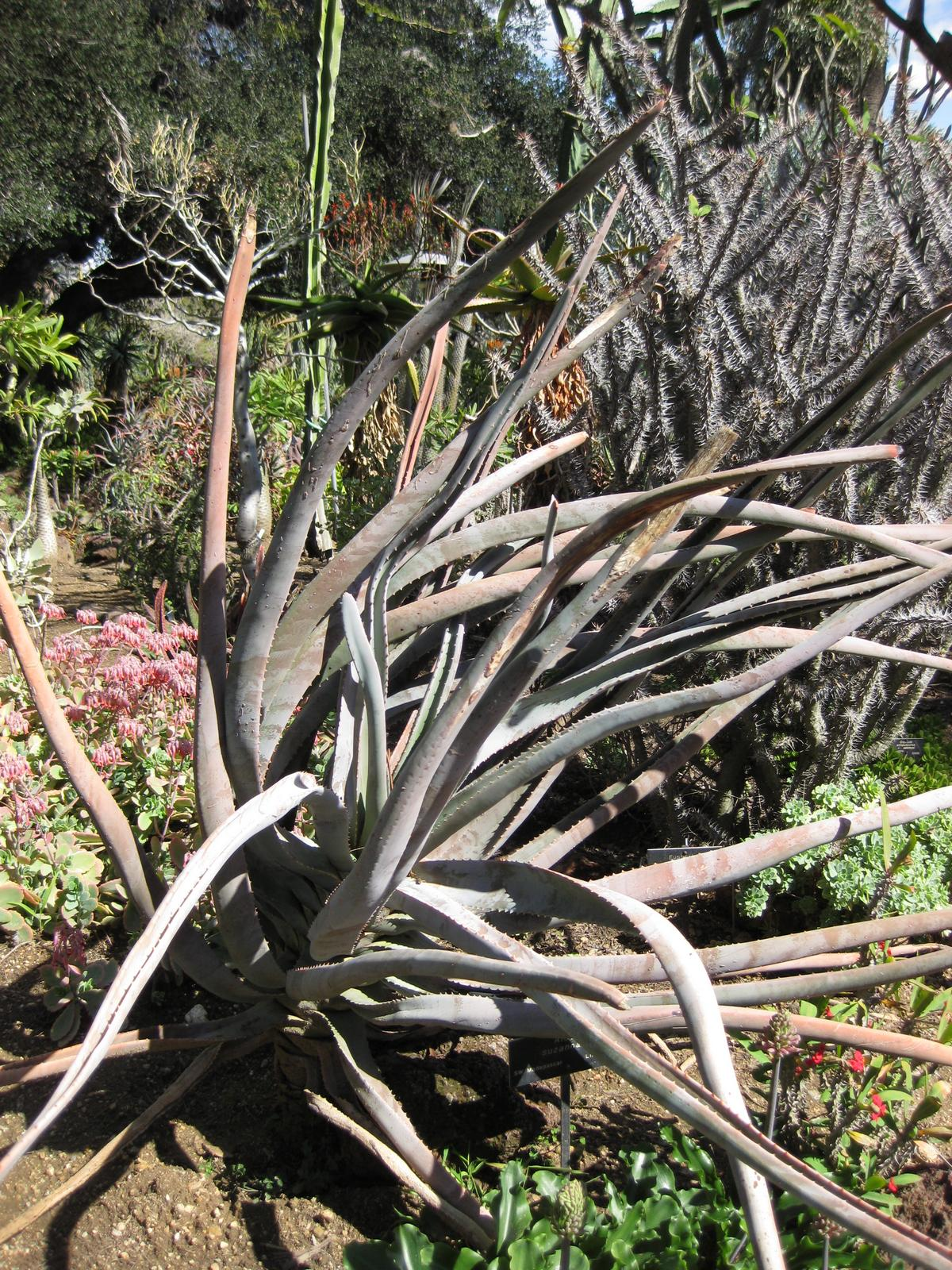
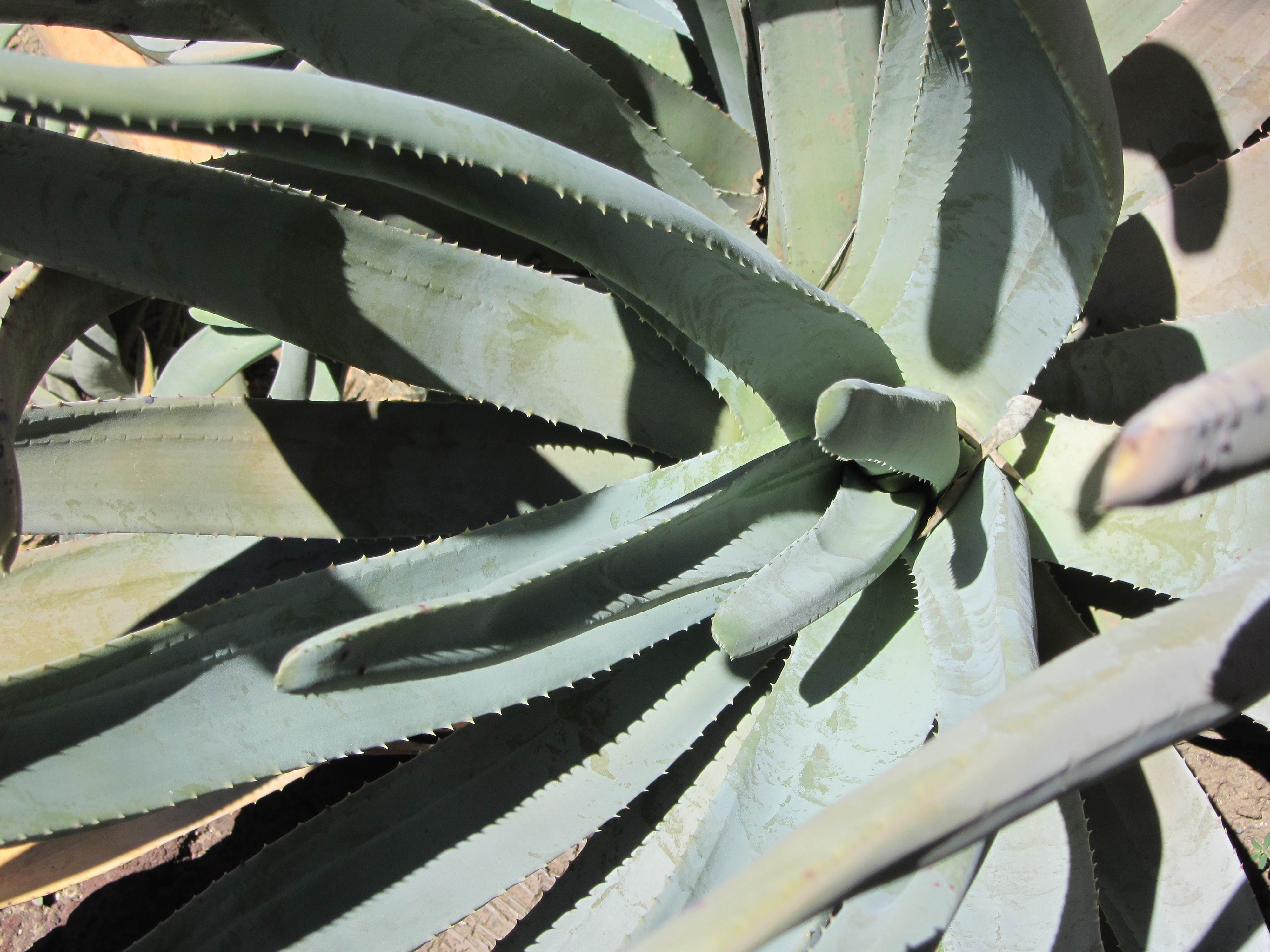
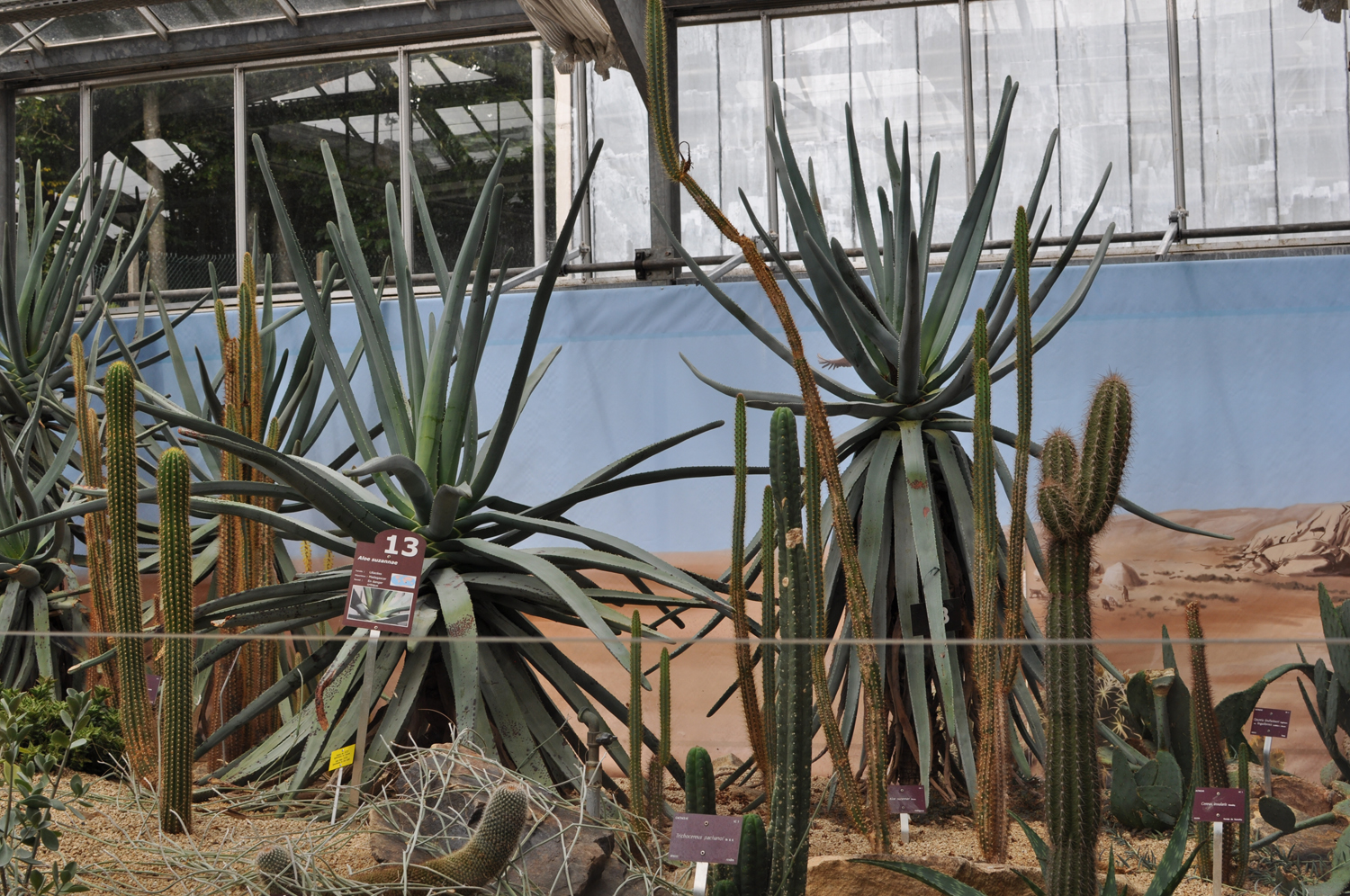
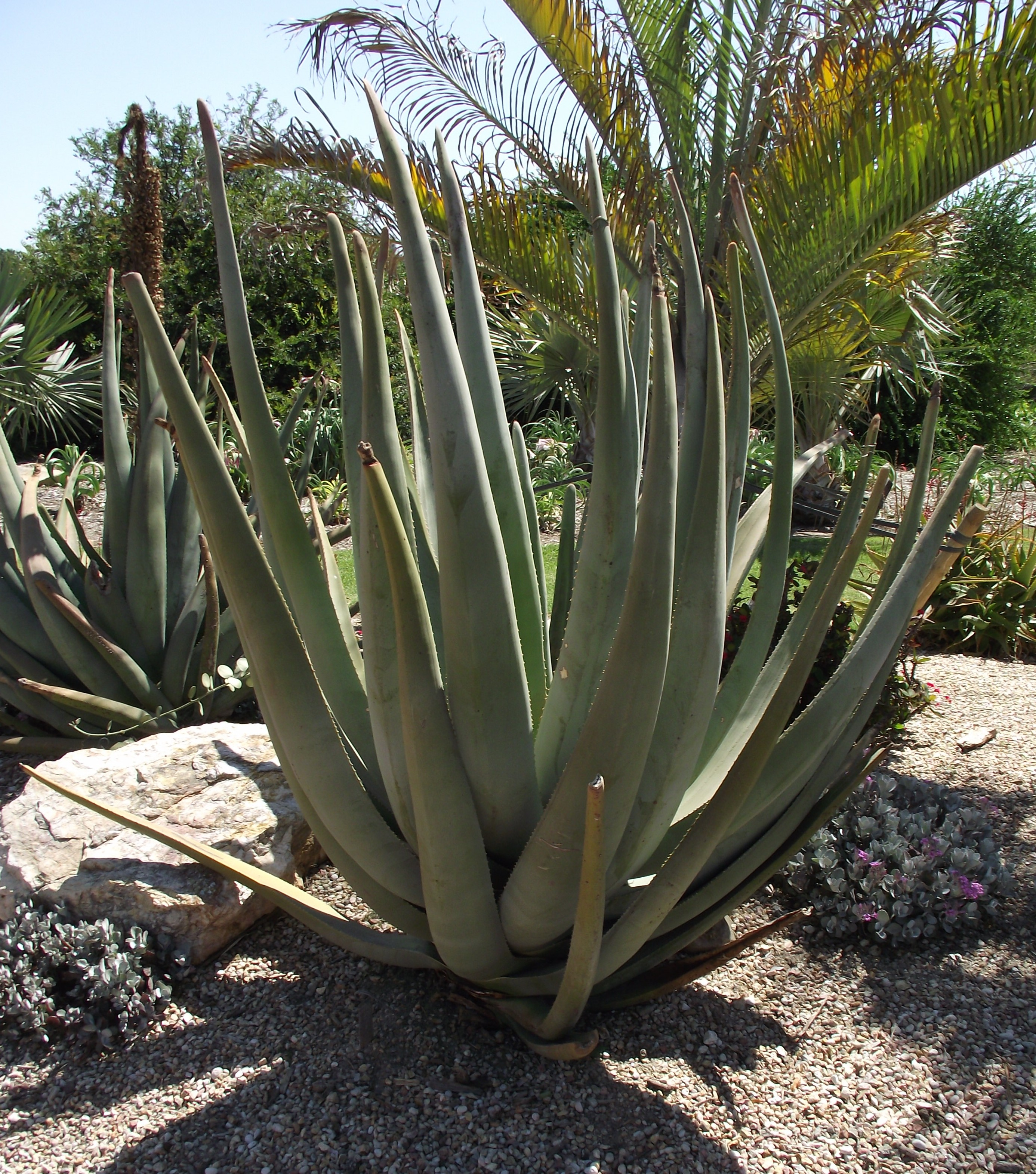